# Cagliari Calcio
Cagliari Calcio är en fotbollsklubb i Cagliari på ön Sardinien i Italien. Klubben bildades den 30 maj 1920, och vann Serie A säsongen 1969/1970.
1964-65 spelade Cagliari sin första säsong i Serie A, och bara inom några år blev man ett av Italiens starkare lag, och blev mästare 1970. De här åren, omkring 70-talets inledning, är fortfarande den största eran i klubben historia.
Därefter har Cagliari i flera perioder spelat i Serie B. I början av 90-talet upplevde klubben åter några goda år, då man bland annat nådde semifinalen av Uefacupen säsongen 1993/94.
Cagliari har sedan 90-talet varit förknippat med Uruguay, på grund av många uruguayanska spelarvärvningar, till exempel Enzo Francescoli och försvararen Diego Lopez som var lagkapten från säsongen 2005-06 till 2010.

## Spelare

### Truppen
Korrekt per den 22 september 2021
| Nr | Land          | Pos | Namn                                 |
| -- | ------------- | --- | ------------------------------------ |
| 1  | Italien       | MV  | Simone Aresti                        |
| 2  | Uruguay       | F   | Diego Godín                          |
| 4  | Uruguay       | F   | Martín Cáceres                       |
| 6  | Kroatien      | MF  | Marko Rog                            |
| 8  | Rumänien      | MF  | Răzvan Marin                         |
| 9  | Senegal       | A   | Keita Baldé                          |
| 10 | Brasilien     | MF  | João Pedro                           |
| 12 | Italien       | F   | Raoul Bellanova (lån från Bordeaux)  |
| 14 | Italien       | MF  | Alessandro Deiola                    |
| 15 | Italien       | F   | Giorgio Altare                       |
| 16 | Nederländerna | MF  | Kevin Strootman (lån från Marseille) |
| 17 | Brasilien     | A   | Diego Farias                         |
| 18 | Uruguay       | MF  | Nahitan Nández                       |
| 20 | Uruguay       | MF  | Gastón Pereiro                       |
| 21 | Uruguay       | MF  | Christian Oliva                      |

| Nr | Land      | Pos | Namn                            |
| -- | --------- | --- | ------------------------------- |
| 22 | Grekland  | F   | Charalampos Lykogiannis         |
| 23 | Italien   | F   | Luca Ceppitelli                 |
| 24 | Italien   | F   | Paolo Faragò                    |
| 25 | Italien   | F   | Gabriele Zappa                  |
| 27 | Italien   | MF  | Alberto Grassi (lån från Parma) |
| 28 | Italien   | MV  | Alessio Cragno                  |
| 29 | Brasilien | F   | Dalbert (lån från Inter)        |
| 30 | Italien   | A   | Leonardo Pavoletti              |
| 31 | Serbien   | MV  | Boris Radunović                 |
| 32 | Colombia  | A   | Damir Ceter                     |
| 33 | Slovakien | F   | Adam Obert                      |
| 35 | Italien   | MF  | Riccardo Ladinetti              |
| 40 | Polen     | F   | Sebastian Walukiewicz           |
| 44 | Italien   | F   | Andrea Carboni                  |

### Utlånade spelare
| Nr | Land | Pos | Namn |
| -- | ---- | --- | ---- |

### Pensionerade nummer
11 –  Luigi Riva, Anfallare, 1963–1978
13 –  Davide Astori, Back, 2008–2016

### Kända spelare genom åren
- David Suazo
- Enrico Albertosi
- Daniele Conti
- Luigi Riva
- Gianfranco Zola
- Enzo Francescoli
- Albin Ekdal
- Sebastian Eriksson